# 輸送現象 (書)
《輸送現象》（英語：Transport Phenomena）是第一本關於輸送現象的教科書。它專門被設計用於化學工程學生的教學。本書第一版於1960年發行，是基於早兩年出版的威斯康辛大學麥迪遜分校化工系課程的油印筆記《輸送現象筆記》（Notes on Transport Phenomena）。第二版於2001年8月發行。修正第二版於2007年發行。本書基於作者們的姓氏開頭字母，而經常被簡稱為BSL。本書也被喻為「化工聖經」。

## 內容主題
本書主要分為三個基本的段落，稱為動量輸送、熱量輸送及質量輸送：
- 動量傳送（Momentum Transport）
  - 黏度與動量傳送機制（Viscosity and the Mechanisms of Momentum Transport）
  - 動量守恆與層流速率分佈（Momentum Balances and Velocity Distributions in Laminar Flow）
  - 恆溫系統的變動方程式（The Equations of Change for Isothermal Systems）
  - 紊流速率分佈（Velocity Distributions in Turbulent Flow）
  - 非恆溫系統的相間輸送（Interphase Transport in Isothermal Systems）
  - 恆溫流動系統的宏觀守恆（Macroscopic Balances for Isothermal Flow Systems）
- 熱量輸送（Energy Transport）
  - 熱導率與熱量輸送機制（Thermal Conductivity and the Mechanisms of Energy Transport）
  - 固體與層流的熱量守恆與溫度分佈（Energy Balances and Temperature Distributions in Solids and Laminar Flow）
  - 非恆溫系統的變動方程式（The Equations of Change for Nonisothermal Systems）
  - 紊流的溫度分佈（Temperature Distributions in Turbulent Flow）
  - 非恆溫系統的相間輸送（Interphase Transport in Nonisothermal Systems）
  - 非恆溫系統的宏觀守恆（Macroscopic Balances for Nonisothermal Systems）
- 質量輸送（Mass transport）
  - 質量擴散率與質量輸送機制（Diffusivity and the Mechanisms of Mass Transport）
  - 固體與層流的濃度分佈（Concentration Distributions in Solids and Laminar Flow）
  - 多成份系統的變動方程式（Equations of Change for Multicomponent Systems）
  - 紊流濃度分佈（Concentration Distributions in Turbulent Flow）
  - 非恆溫混合物的相間輸送（Interphase Transport in Nonisothermal Mixtures）
  - 多成份系統的宏觀守恆（Macroscopic Balances for Multicomponent Systems）
  - 質量輸送的其他機制（Other Mechanisms for Mass Transport）

## 外部連結
- 出版商本書簡介 （页面存档备份，存于）